# Lycostommyia rhabdotus
Lycostommyia rhabdotus är en tvåvingeart som beskrevs av Jason Gilbert Hayden Londt 1992. Lycostommyia rhabdotus ingår i släktet Lycostommyia och familjen rovflugor.
Artens utbredningsområde är Namibia. Inga underarter finns listade i Catalogue of Life.